# Calodesma melanchroia
Calodesma melanchroia är en fjärilsart som beskrevs av Jean Baptiste Boisduval 1870. Calodesma melanchroia ingår i släktet Calodesma och familjen björnspinnare. Inga underarter finns listade i Catalogue of Life.